# Biu
Biu – miasto w Nigerii, w stanie Borno.